# Spanta la Xente
Spanta la Xente es un grupo de folk rock y Folk Punk con tintes reggae, pop y ska que canta en asturiano.

## Historia
El grupo se formó a finales de 2006 e inicio de 2007, año en que debutaron en el Festival Astur-Romano de Carabanzo. En el Festival participaban grupos como Corquiéu o Nuberu, por lo que tuvieron que hacer una prueba para ser aceptados quince días antes de la fecha del concierto.
Grabaron una maqueta que vendió 500 copias en una semana, llegando una de ellas a manos de Chus Pedro, vocalista de Nuberu. En 2009 publicaron su primer disco, Fíos d'esta tierra, con canciones protesta sobre la situación minera en Asturias y la de la cuenca minera. El disco contiene canciones como «El mio pueblu» o «Alienda», además de su gran éxito «Díes de barricá», el cual llegó a ser un himno de las protestas mineras.
En 2011 publicaron «Alienda», un disco de estilo rock que consistió en el segundo disco que produciría Chus Pedro bajo su sello discográfico, La Mula Torda. «Revolucionando» fue su tercer disco, esta vez auto-producido, y en el cual se refleja una era política inestable y oscura, que se expresa en sus textos, los cuales regresan al protestante original de la banda, con especial atención a la lucha de clases.

## Discografía
- Fíos d'esta tierra (2009)
- Alienda (2011)
- Revolucionando (2015)